# シルバニ・ムラドフ
シルバニ・ムラドフ（ロシア語: Ширвани Гаджикурбанович Мурадов、ラク語: Мурадхъал Ширвани、ローマ字: Shirvani Gadzikurbanovich Muradov、1985年6月20日 - ）は、ロシアのレスリング選手。2008年北京オリンピックレスリングフリースタイル96kg級の金メダリストである。ロシア連邦ダゲスタン共和国チャパエヴォ出身。

## 実績
- オリンピック
  - 2008年北京オリンピック　金メダル
- ヨーロッパ選手権
  - 優勝　2007年